# Acusana munda
Acusana munda är en insektsart som beskrevs av Delong och Freytag 1966. Acusana munda ingår i släktet Acusana och familjen dvärgstritar. Inga underarter finns listade i Catalogue of Life.